# Zetterij

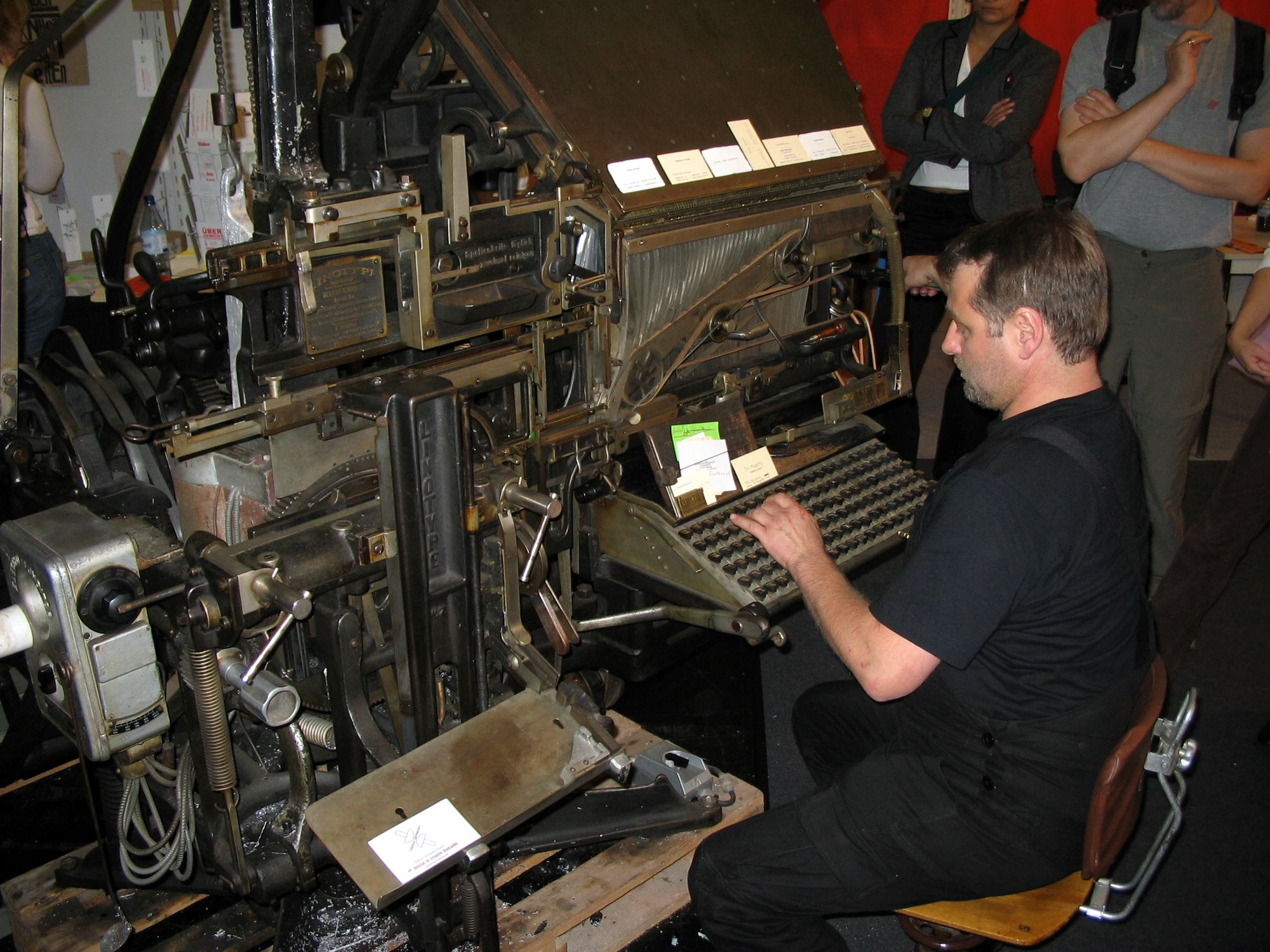
Typograaf aan een Linotype-zetmachine

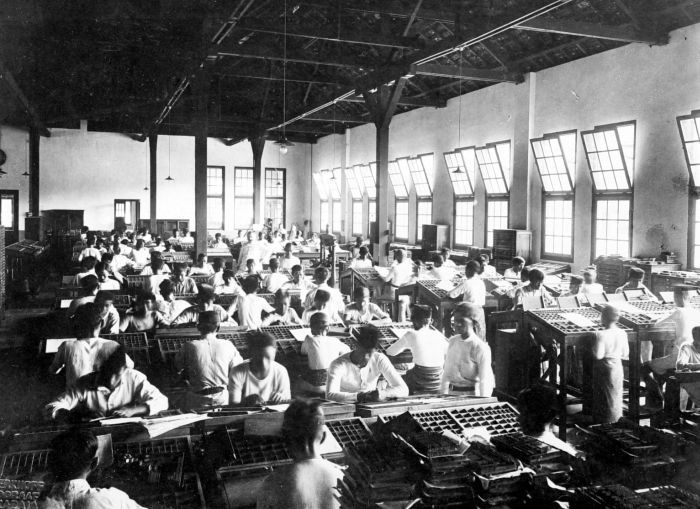
Zetterij in Weltevreden (Batavia), Nederlands-Indië

Een zetterij is een werkplaats voor typografische werkzaamheden, met name het zetten. Bij een drukkerij behoorde meestal een zetterij. Hier vervaardigde aanvankelijk de handzetter met losse loden letters en clichés een handzetsel.
Het handzetten werd aan het begin van de twintigste eeuw naar de achtergrond gedrongen door de komst van de zetmachine. De plaats waar deze machines waren opgesteld hield de naam zetterij.
Sinds de opkomst van offsetdruk en digitale methoden van drukvoorbereiding, ongeveer in de jaren tachtig van de twintigste eeuw, bestaan er nauwelijks meer handzetterijen. Hun plaats is ingenomen door (afdelingen van) bedrijven die digitaal tekst leveren.